# همینیم که هستیم (مجموعه تلویزیونی)
همینیم که هستیم (به انگلیسی: We Are Who We Are) مجموعهٔ تلویزیونی درام است که توسط لوکا گوادانینو برای اچ‌بی‌او و اسکای آتلانتیک کارگردانی و ساخته شد.
این مجموعه در ۱۴ سپتامبر ۲۰۲۰، از اچ‌بی‌اوی ایالات متحده و در ۹ اکتبر ۲۰۲۰، از اسکای آتلانتیک ایتالیا به روی آنتن رفت.